# 4967 Глія
4967 Ґлія (4967 Glia) — астероїд головного поясу, відкритий 11 лютого 1983 року.
Тіссеранів параметр щодо Юпітера — 3,139.